# Taylor Momsen
Taylor Michel Momsen (* 26. červenec 1993, St. Louis, USA) je americká herečka, zpěvačka a modelka, známá především z pohádkového filmu Grinch a seriálu Super drbna. Je zpěvačkou americké rockové skupiny The Pretty Reckless.

## Počátky
Narodila se v St. Louis do rodiny Collette a Michaela Momsenových. Je věřící, a tak v dětství navštěvovala římskokatolickou školu. Po přestěhování do Potomacu studovala školu Herberta Hoovera a později studovala také uměleckou školu v New Yorku. Její mladší sestra Sloane Momsen je také herečkou.

## Herectví
Herečkou se stala už ve svých třech letech, kdy točila reklamu pro firmu Shake ´N´ Bake. V roce 1996 se ukázala jako host také v Show Rosie O'Donnell a o dva roky později už byla obsazena do filmu, konkrétně do Ďábelské hry. První velká příležitost však přišla až o dva roky později. Jako sedmiletá sehrála hlavní dětskou úlohu ve filmu Grinch, kde se objevila po boku Jima Carreyho a kde také ukázala své pěvecké schopnosti. Za svou roli byla nominována na Young Artist Award za nejlepší vystoupení ve filmu pod 10. let, na Blockbuster Entertainment Award za Oblíbenou novou tvář ve filmu a na Saturn Award za Mladou herečku.
Dále hrála v dalších českým divákům známých filmech, ke kterým patří například Údolí stínů s Melem Gibsonem a kde také hrála její sestra Sloane, dále pak také hrála ve filmu Spy Kids 2: Ostrov ztracených snů nebo ve filmu Kámoš 3.
Snažila se také o hlavní roli do dnes populární Hanny Montany, hlavní úloha však nakonec připadla Miley Cyrus.
Hvězdou seriálu Super drbna, kde hraje mladší sestru Dana Humpreyho, Jenny, se stala ve 14 letech. Od roku 2008 byl však v seriálu zaznamenán vývoj její osobnosti a jejího stylu, kterým procházela i v osobním životě. V roce 2010 natáčení seriálu opustila, protože se chtěla věnovat hudební kariéře s The Pretty Reckless. Přesto se v roce 2012 do seriálu vrátila alespoň na závěrečný díl.
Po Super drbně si Taylor ještě zahrála v dramatu Paranoid Park, pod vedením Guse Van Santa. Jejím posledním natočením filmem je Spy School (2008).

## Modeling
Ve svých 14 letech se stala modelkou, když podepsala smlouvu s firmou IMG Models. Stala se tváří britské značky New Look. a Madonniny značky 'Material Girl', kde ji však nahradila Kelly Osbourne.
V roce 2010 si Taylor do své kampaně na parfém Parlez moi d´amour vybral britský módní návrhář John Galliano. O rok později se Tay stala tváří japonské značky Samantha Thavasa, kde propaguje kabelky.
V roce 2013 si jí jako jednu z mnoha tváří vybrala společnost NEXT Model Management.

## Zpěv
V březnu 2009 oznámila, že její skupina The Pretty Reckless podepsala smlouvu s vydavatelstvím Interscope Records. Uvedla také, že složila a napsala všechny písně a v kapele také hraje na kytaru.
Poté, co Taylor a její skupina The Pretty Reckless měli problémy s nahrávací společností Interscope Records, podepsali smlouvu s jinou společností Razor & Tie.
První album Light Me Up vydali v roce 2010, druhé album Going to Hell v roce 2014 a album Who You Selling For v roce 2016. Jejich zatím poslední album Death by Rock And Roll vydali v roce 2021.

## Filmografie

### Film
| Rok  | Název                             | Role             | Poznámky |
| ---- | --------------------------------- | ---------------- | -------- |
| 1999 | Ďábelská hra                      | Honey Bee Swan   |          |
| 2000 | Grinch                            | Cindy Lou Who    |          |
| 2002 | Údolí stínů                       | Julie Moore      |          |
| 2002 | Spy Kids 2: Ostrov ztracených snů | Alexandra        |          |
| 2002 | O perníkové chaloupce             | Gretel           |          |
| 2006 | Kámoš 3                           | Samantha Wallace |          |
| 2007 | Paranoid Park                     | Jennifer         |          |
| 2007 | Superpes                          | Molly            |          |
| 2008 | Spy School                        | Madison Kramer   |          |

### Televize
| Rok             | Název          | Role                      | Poznámky                                          |
| --------------- | -------------- | ------------------------- | ------------------------------------------------- |
| 1998            | Early Edition  | Allie                     | díl: „A Minor Miracle“ (neuvedena v titulích)     |
| 2006            | Misconceptions | Hopper Watson             | nevysílaný seriál                                 |
| 2007–2010; 2012 | Super drbna    | Jennifer "Jenny" Humphrey | hlavní role (1.–4. řada), host (6. řada), 66 dílů |

## Ocenění a nominace
| Rok  | Ocenění                          | Kategorie                                                              | Práce       | Výsledek |
| ---- | -------------------------------- | ---------------------------------------------------------------------- | ----------- | -------- |
| 2000 | Stinker Awards                   | nejhorší herečka ve vedlejší roli                                      | Grinch      | nominace |
| 2000 | Stinker Awards                   | nejhorší vlasy na filmovém plátně                                      | Grinch      | nominace |
| 2000 | Stinker Awards                   | nejhorší skladba nebo vystoupení ve filmu nebo v závěrečných titulkách | Grinch      | nominace |
| 2001 | Cena Saturn                      | nejlepší výkon mladé herečky                                           | Grinch      | nominace |
| 2001 | Blockbuster Entertainment Awards | nejoblíbenější nováček: žena                                           | Grinch      | nominace |
| 2001 | Young Artist Awards              | nejlepší výkon filmové herečky v hlavní roli (10 let a méně)           | Grinch      | nominace |
| 2008 | Teen Choice Awards               | seriálový objev roku: žena                                             | Super drbna | nominace |
| 2008 | Young Artist Awards              | nejlepší výkon filmové herečky ve vedlejší roli                        | Superpes    | nominace |
| 2009 | Young Artist Awards              | nejlepší výkon seriálové herečky: drama nebo komedie                   | Super drbna | nominace |